# Małgorzata Niemen
Małgorzata Niemen-Wydrzycka z domu Krzewińska (ur. 22 stycznia 1955) – polska modelka, malarka oraz aktorka niezawodowa.

## Życiorys
Pracę modelki rozpoczęła w 1973 roku – została zauważona i zaproszona przez Grażynę Hase do prezentowania jej kolekcji. Okres szczytowy jej kariery w modelingu przypadł na lata 70. i 80. Pracowała głównie dla domów mody: Moda Polska oraz Telimena. W 1973 roku była główną modelką w pokazie kolekcji Grażyny Hase w Toronto. W drugiej połowie lat 70. odbyła sesję zdjęciową na tle zabytków Krakowa dla włoskiego magazynu mody „Moda”. Jej zdjęcie pojawiło się również we włoskim „Vogue’u”.
Okazjonalnie pojawia się również w produkcjach filmowych. Debiutowała na ekranie rolą hrabianki Mai Korpalskiej w Doktorze Judymie (1975). Wystąpiła też w serialu Lalka (1977) w reżyserii Ryszarda Bera, dramacie Andrzeja Domalika Schodami w górę, schodami w dół (1988) oraz w telenoweli Czułość i kłamstwa (2000). W ostatnich latach występowała w serialu Plebania.

## Życie prywatne
Była drugą żoną Czesława Niemena (od 1975). Ma z nim dwie córki Natalię (ur. 1976) i Eleonorę (ur. 1977).

## Filmografia
- 1972: Dziewczyny do wzięcia – kelnerka
- 1975: Doktor Judym – Natalia Orszeńska, wnuczka hrabiny Niewadzkiej
- 1977: Lalka (serial telewizyjny) – Ewelina Janocka, narzeczona barona Dalskiego w odc. 6 „Wiejskie rozrywki” i 8 „Damy i kobiety”
- 1987: Prywatne śledztwo – Barbara, żona Rafała
- 1987: Rajski ptak
- 1988: Schodami w górę, schodami w dół – modelka malarza
- 1989: Sceny nocne – kochanka Bolesława
- 1989: Eminent Domain – stewardesa
- 1997: Sposób na Alcybiadesa (serial fabularny) – jako ona sama, odc. 2
- 1998: Spona – jako ona sama
- 1999–2000: Czułość i kłamstwa – Maja Korpalska, malarka, kochanka Andrzeja Konopko, matka Jakuba
- 2005–2006: Okazja – Bożenka Słoma, żona Wieśka w odc. 14 „Bożenka” i 19 „Urodziny Wieśka”
- 2007–2008: Plebania – Blanka w odc. 847, 875, 876, 878, 882, 883, 903, 905, 906, 963, 982, 986, 995
- 2013: Ambassada – pani z aparatem fotograficznym na Nalewkach